# Baton Rouge
Baton Rouge is een Amerikaanse stad die gelegen is aan de Mississippi. De stad heeft ruim 225.000 inwoners. Sinds 1849 is Baton Rouge de hoofdstad van de Amerikaanse staat Louisiana – voordien was dat New Orleans.
In Baton Rouge zijn twee universiteiten te vinden: de Louisiana State University en de Southern University.
Het State Capitol building is het hoogste State Capitol building in de Verenigde Staten. Het gebouw heeft een hoogte van 137 meter.

## Geschiedenis

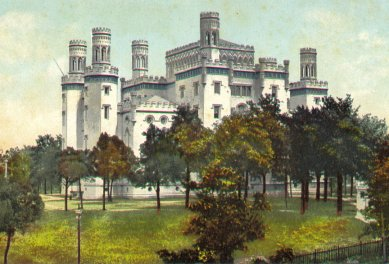
Het oude State Capital Castle, dat in december 1862, tijdens de Amerikaanse Burgeroorlog, in een brand vernield werd

Baton Rouge was een stopplaats voor de rivierboten op de Mississippi van en naar New Orleans. Met deze stoomboten met schepraderen gebeurden regelmatig ongevallen. Bij de ontploffing van de Princess in 1859 bij Baton Rouge kwamen meer dan 70 opvarenden om het leven.
Tijdens de Amerikaanse Burgeroorlog werd er in 1862 gevochten tussen unionisten en geconfedereerden in Baton Rouge om controle te krijgen over de Mississippi. De noordelijke troepen wonnen het pleit en tijdens hun bezetting van de stad brandde het oude State Capitol Building af.
In juni 1953 boycotte de zwarte bevolking van Baton Rouge onder leiding van dominee T. J. Jemison de stadsbussen, uit protest tegen de rassensegregatie. Er zouden hierna nog verschillende gelijkaardige boycots volgen in verschillende steden.
Op 17 juli 2016 werd er een aanslag gepleegd op politieagenten in de stad.

## Demografie
Van de bevolking is 11,4 % ouder dan 65 jaar en bestaat voor 31,7 % uit eenpersoonshuishoudens. De werkloosheid bedraagt 4,9 % (cijfers volkstelling 2000).
Ongeveer 1,7 % van de bevolking van Baton Rouge bestaat uit hispanics en latino's, 50 % is van Afrikaanse oorsprong en 2,6 % van Aziatische oorsprong.
Het aantal inwoners steeg van 222.342 in 1990 naar 227.818 in 2000.

## Religie
Baton Rouge is sinds 1961 de zetel van een rooms-katholiek bisdom.

## Klimaat
In januari is de gemiddelde temperatuur 9,9 °C, in juli is dat 27,9 °C. Jaarlijks valt er gemiddeld 1546,6 mm neerslag (gegevens op basis van de meetperiode 1961-1990).

## Plaatsen in de nabije omgeving
De onderstaande figuur toont nabijgelegen plaatsen in een straal van 12 km rond Baton Rouge.

## Bekende inwoners van Baton Rouge

### Geboren
- Charles Wesley Parker (1878-1946) componist, muziekpedagoog en dirigent
- Ti-Grace Atkinson (1938), radicaal-feministisch schrijfster en filosofe
- William Gray (1941), predikant, politicus en zakenman
- Bennet Guillory (1949), acteur, film/theaterproducent en scenarioschrijver
- John M. Jackson (1950), acteur
- David Andrews (1952), acteur
- Catherine Dent (1965), actrice
- Bobby Jindal (1971), ambtenaar en politicus (oud-gouverneur van Louisiana)
- Kevin Rankin (1976), acteur
- Shane West (1978), acteur
- Stormy Daniels (= Stephanie Clifford) (1979), pornoactrice, pornofilmregisseuse en danseres
- Boosie Badazz (1982), rapper
- Reiley McClendon (1990), acteur
- Fredo Bang (1996), rapper
- YoungBoy Never Broke Again (1999), rapper

### Overleden
- Percy Sledge (1940-2015), soulzanger